# Avegno-Gordevio
Avegno-Gordevio és un municipi del cantó de Ticino (Suïssa), situat al districte de Vallemaggia. Aquest municipi es va formar el 20 d'abril de 2008 per la fusió dels antics Avegno i Gordevio.